# والتر بي. باركر
والتر بي. باركر (بالإنجليزية: Walter B. Parker)‏ هو أكاديمي أمريكي، ولد في 11 أغسطس 1926 في سبوكين في الولايات المتحدة، وتوفي في 25 يونيو 2014 في أنكوريج في الولايات المتحدة.